# Biaina Geragousian
Biaina Geragousian (17 maart 1988) is een Nederlandse schaakster.
Ze is sinds 12 mei 2021 penningmeester van het Armeens Nederlands Medisch Genootschap (ANMG).
Biaina Geragousian speelde in november 2004 op Kreta mee om het wereldkampioenschap schaken, categorie meisjes tot 16 jaar. Ze eindigde met 5 punten in de middenmoot.
In 2006 werd door haar deelgenomen aan het door Zhaoqin Peng gewonnen Nederlands kampioenschap schaken voor vrouwen.